# Поповка (Маньковский район)
Попо́вка (укр. Попівка) — село в Маньковском районе Черкасской области Украины.
Население по переписи 2001 года составляло 406 человек. Почтовый индекс — 20120. Телефонный код — 4748.

## Местный совет
20120, Черкасская обл., Маньковский р-н, с. Поповка